# Fanny Gilles
Fanny Gilles est une actrice française, née le 6 mai 1976 à Apt.

## Biographie
On a pu la voir dans L'Affaire Kergalen, de Laurent Jaoui, dans la série Équipe médicale d'urgence, et dans la série Sam, réalisée par Valérie Guignabodet, avec Mathilde Seigner (saison 1), Natacha Lindinger (depuis la saison 2) et Fred Testot (depuis la saison 1).
De son union avec Bruno Wolkowitch, elle a une fille, née en 2006, et un fils né en 2011.

## Filmographie

### Cinéma

#### Longs métrages
- 2005 : Avant qu'il ne soit trop tard de Laurent Dussaux: Sophie

### Télévision
- 2001 : Joséphine, ange gardien : Vanessa (saison 5, épisode 4 : La fautive)
- 2001 : Central Nuit : Pauline (épisode 6 : Dernière Cavale)
- 2001 : Docteur Sylvestre : Virginie
- 2002 : Nestor Burma : Marion (saison 8, épisode 3 : Maquereaux aux 20 planques)
- 2002 : Alex Santana, négociateur : Claire Horowitz
- 2002 : Une femme d'honneur : Caroline Berthier
- 2002 : Aventure et Associés : Serena
- 2003 : Sœur Thérèse.com : Christine
- 2003 et 2009 : PJ : Christine / Mathilde Dubosq
- 2004 : Dalida : Rosy (téléfilm)
- 2005 - 2010 : Équipe médicale d'urgence : Dr Bénédicte Muller
- 2006 : Louis la Brocante : Maria (épisode 25 : Louis, Lola et le crocodile)
- 2006 : Madame le Proviseur : Juliette Malouin
- 2012 : RIS police scientifique : Isabelle Laroche (épisode 77 : Le Prix d'excellence)
- 2012 : Alice Nevers : Greffière du Palais
- 2014 : Interventions : Mme Chapuis (épisode 6)
- 2015 : Section de recherches : Lorraine Pajot (épisode 94 : Leslie en danger)
- Depuis 2016 : Sam de Valérie Guignabodet : Véronique
- 2018 : Nina : Sophie (saison 4, épisode 10)
- 2019 : Classe unique de Gabriel Aghion : Nathalie (téléfilm)
- 2019 : Alice Nevers : Catherine Bonnel (saison 17, épisode 4)
- 2022 : Ici tout commence : Florence Guibert